# Alseodaphne huanglianshanensis
Alseodaphne huanglianshanensis är en lagerväxtart som beskrevs av H.W.Li & Y.M.Shui. Alseodaphne huanglianshanensis ingår i släktet Alseodaphne och familjen lagerväxter. Inga underarter finns listade i Catalogue of Life.